# Fataat El Masnaa
Fataat El Masnaa é um filme de drama egípcio de 2013 dirigido e escrito por Mohamed Khan. Foi selecionado como representante do Egito à edição do Oscar 2014, organizada pela Academia de Artes e Ciências Cinematográficas.

## Elenco
- Yasmin Raeis
- Hany Adel
- Salwa Khattab